# División sexual del trabajo
La división sexual del trabajo se refiere a la asignación de tareas y responsabilidades diferentes en función del sexo biológico.
La división sexual y social del trabajo se fundamenta en los principios comunes del patriarcado y del capitalismo, según Brunet y Alarcón (2005), de separación y jerarquía, considerando que hay trabajos de hombres y mujeres, siendo el del hombre el más valorado socialmente.

## Historia de la división sexual del trabajo

### Sociedades preestatales
Las evidencias arqueológicas actuales muestran que los estudios sobre la división sexual del trabajo en los siglos anteriores, se basan puramente en un sesgo antropocéntrico. 
En las sociedades preestatales documentadas por los antropólogos durante los siglos XIX y XX, se observa que tareas como la recolección de alimentos son en su mayor parte llevadas a cabo por mujeres mientras que otras como la caza, la pesca y las actividades punitivas relacionadas con la guerra son mayoritariamente realizadas por los hombres. No obstante, existe una enorme variabilidad en las formas que puede adoptar la división sexual del trabajo, constatada a lo largo y ancho del planeta en sociedades con diferentes niveles de complejidad. Así, por ejemplo, podemos citar como cazadoras a las mujeres woods cree de Canadá, las mujeres ache de Paraguay, las juuǂhõã de Namibia y Botsuana, las mujeres baKola/baGyeli de Camerún, las mujeres tiwi de Australia, las agta de Filipinas, etc.
En estas sociedades el modo de producción dominante es naturalmente la caza-recolección, aunque se producen también otra serie de objetos domésticos y prácticos necesarios para la vida cotidiana: muebles, instrumentos, enseres domésticos, ropa y calzado, vivienda, etc. En las sociedades preestatales se observa además que el número de horas que hombres y mujeres en estas sociedades llevan a cabo para las diferentes actividades puede diferir abruptamente. Esto puedo suceder incluso en sociedades relativamente igualitarias y poco jerárquicas donde muchas de las decisiones se toman en común, con la opinión de todos los miembros del grupo étnico o la aldea.
En la publicación Cazadoras de las primera Américas en la revista Science Advances, un grupo de investigación arqueológica ha constatado la existencia de un enterramiento de una mujer cazadora. Las generalizaciones sobre la división sexual del trabajo estarían cada vez más cuestionadas.

### Sociales industriales modernas
La división sexual del trabajo cobra mayor fuerza a partir de la revolución industrial, donde la diferencia de roles en los trabajos comienza a evidenciarse, relegando a las mujeres a un trabajo casi exclusivamente doméstico, apoyándose en teorías biologicistas, que se sostenían en la incapacidad de la mujer para realizar trabajos fuera del ámbito doméstico, causando de esta manera una gran desigualdad social y potenciando la segregación laboral, ya que las actividades de los hombres se consideraban socialmente más relevantes. Los estereotipos quedaron de esta manera establecidos y la imposibilidad de desarrollo individual para la mujer se enraizó.
Según Nuño (2010:40),“se permitió transformar las características biológicas en características políticas, convirtiendo la diferencia sexual en diferencia política”.
La incorporación de la mujer al mercado laboral se consideró “un progreso, en tanto salió del ámbito doméstico e inició un proceso de mayor autonomía”, Kandel, (2016:4). Esto generó un nuevo concepto en la mente de todo el mundo, conocido como “jornada dual”, en el que además del trabajo doméstico, la mujer se incorpora al mercado laboral remunerado.

### Fenómenos creados tras la incorporación de la mujer al mercado laboral
Segregación horizontal: Según el Instituto Europeo para la Igualdad de Género, en el trabajo se define como la mayor concentración de mujeres o de hombres en un tipo de actividad laboral u ocupación del mismo nivel, en función de estereotipos de género.
Segregación vertical: Se entiende como una mayor concentración de mujeres en actividades u ocupaciones de menor categoría laboral, lo que conlleva a un menor salario y menor reconocimiento, incrementando y potenciando las desigualdades.
Techo de cristal: Este término metafórico se acuñó por primera vez en el año 1978 por la consultora inglesa Marilyn Loden, para visibilizar la imposibilidad de las mujeres en alcanzar los puestos de mayor nivel, designados tradicionalmente a los hombres, ya que existe una barrera sociolaboral invisible.